# Messor orientalis
Messor orientalis är en myrart som först beskrevs av Carlo Emery 1898.  Messor orientalis ingår i släktet Messor och familjen myror. Inga underarter finns listade i Catalogue of Life.